# Фролов, Пётр Андреевич
Пётр Андреевич Фролов (7 июля 1930, Лермонтово, Чембарский район (ныне Белинский район), Средневолжский край (ныне Пензенская область) — 19 апреля 2022, там же) — русский писатель, педагог и литературовед, краевед, заведующий экспозиционным отделом музея «Тарханы» (с 1977 по 1990), заслуженный работник культуры Российской Федерации.

## Биография
Окончил Пензенский педагогический институт имени В. Г. Белинского, 25 лет преподавал русский язык и литературу в средней школе с. Лермонтово. Участвовал в организации мемориального музея писателя А. И. Куприна в Наровчате. Автор публикаций в пензенских и центральных СМИ. За книгу "А.И. Куприн и Пензенский край" награждён бронзовой медалью ВДНХ СССР. Первый лауреат Всероссийской литературной премии имени М. Ю. Лермонтова (2000). Старший научный сотрудник научно-исследовательского отдела музея «Тарханы», основатель научного сборника «Тарханский вестник» (совместно с Тамарой Михайловной Мельниковой).
Скончался 19 апреля 2022 года от инфаркта миокарда в возрасте 91 года в родном селе, которое практически не покидал на протяжении жизни. По его собственному признанию, не уезжал никуда, дальше Пензы, даже в Москву.

## Награды
- Лауреат Всероссийской литературной премии имени М. Ю. Лермонтова (2000)
- Лауреат литературно-общественных премий имени М. Ю. Лермонтова (2014) и А. И. Куприна (2020) МГО Союза писателей России
- Бронзовая медаль ВДНХ СССР
- заслуженный работник культуры Российской Федерации
- Почётный член Лермонтовского общества (2006)

## Сочинения
- Белинский. — Саратов, 1979. — (Серия: Города Пензенской области)
- (в соавторстве с А. Д. Семченко) Мгновения и вечность. К истокам творчества М. Ю. Лермонтова. — Саратов, 1982.
- А. И. Куприн и Пензенский край. — Саратов, 1984.
- Лермонтовские Тарханы. — Саратов, 1987, 2002, 2005, 2008.
- Лермонтовский заповедник Тарханы. Документы и материалы. — Пенза, 2001.
- Осенние цветы — Пенза, 2005
- Создание и крушение семьи Лермонтовых. // Сура, 2010, № 3, 4.
- Тарханская легенда о происхождении М.Ю. Лермонтова — Пенза, 2014
- Создание и крушение семьи Лермонтовых: взгляд из Тархан. — Пенза: Пензенский государственный университет, 2018. — 605 с.
- Письмо — Пенза, 2018